# Charles Étienne Gudin
Pour les articles homonymes, voir Gudin et Sablonnière.
César Charles Étienne Gudin de La Sablonnière, comte de l'Empire, né le 13 février 1768 à Montargis dans le Loiret et mort le 22 août 1812 à Smolensk, est un général français de la Révolution et de l'Empire. Condisciple de Napoléon Bonaparte à l'école de Brienne, il fait carrière dans l'armée de l'Ancien Régime puis de la Révolution. Il devient général de division en 1800 et obtient sous le Premier Empire le commandement d'une division sous les ordres du maréchal Davout. Il se distingue aux batailles d'Auerstaedt, d'Eylau, d'Eckmühl et de Wagram où il fait preuve de talents de tacticien. Le général Gudin est mortellement blessé par un boulet de canon à la bataille de Valoutina Gora pendant la campagne de Russie, le 19 août 1812.

## Biographie
César Charles Étienne Gudin naît le 13 février 1768 à Montargis. Fils de Gabriel Louis Gudin (1732-1819), contrôleur des aides au département, et de Marie Anne Humery de La Boissière (1736-1827), il est baptisé le même jour en l'église Sainte-Madeleine de Montargis.

### Carrière sous l'Ancien Régime
Il fait ses études à l'école de Brienne en même temps que Napoléon Bonaparte, puis intègre le corps des gendarmes de la Maison du roi le 28 octobre 1782. Deux ans plus tard, le 2 juillet 1784, il entre comme sous-lieutenant de remplacement au régiment d'Artois. Il devient ensuite sous-lieutenant titulaire en juin 1786 et lieutenant le 1er janvier 1791. Le 28 du même mois, il s'embarque pour Saint-Domingue où il combat l'insurrection haïtienne.

### Sous la Révolution et le Consulat
Il est ensuite envoyé à l’armée du Rhin, qui devient peu après l’armée de Rhin-et-Moselle. Nommé chef de bataillon en 1793 puis adjudant-général en 1794, Gudin se signale sous les ordres du général Moreau en 1795 et 1796, avant d'être nommé chef d’état-major d'une division active puis général de brigade le 5 février 1799. Il attaque et prend la position du col du Grimsel le 9 juillet, franchit la Furka pour rejoindre le général Lecourbe au combat de l'Oberalp le 14 août. Chassé d'Airolo et du col du Saint-Gothard par les Russes du maréchal Souvorov le 16 août, il les reprend fin septembre. Le 6 février 1800, alors qu'il est chef d’état-major à l'armée du Rhin, il reçoit le brevet de général de division. De retour à Paris, Gudin a une entrevue avec Napoléon qui le félicite pour sa conduite. Pendant trois ans, il n'occupe aucun commandement, jusqu'à sa nomination à la tête de la 10e division militaire de Toulouse en août 1803.

### Général de l'Empire

#### Du camp de Bruges à Berlin: les premières campagnes impériales

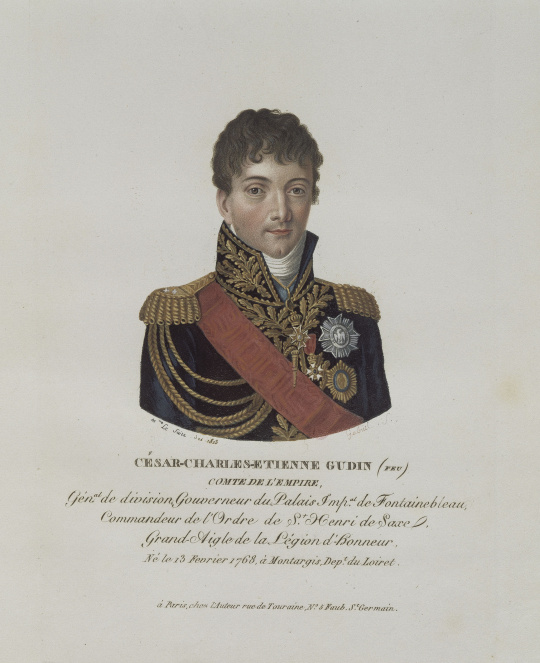
Le comte Charles Étienne Gudin. Gravure sur bois de fil de Georges-François-Marie Gabriel d'après Justine Lesuire, 1813, château de Malmaison.

Le 23 août de l'année suivante, il est choisi pour commander la 3e division du corps du maréchal Davout au camp de Bruges, en remplacement du général Durutte. Georges Rivollet note que « la fin de l'année 1804 et celle de 1805 furent entièrement consacrées par Gudin à l'instruction des troupes et aux manœuvres et exercices de tir se succédant sans arrêt ».
Le 30 août 1805, la 3e division de Gudin est officiellement intégrée au IIIe corps de la Grande Armée, placé sous les ordres de Davout, et participe en son sein à la campagne d'Allemagne de 1805. Au moment de franchir le Rhin, sa division se compose de trois brigades rassemblant huit bataillons, pour un total de 6 728 hommes. Au mois de novembre, il stationne avec ses troupes à Presbourg. Peu avant la bataille d'Austerlitz, il quitte cette ville pour rejoindre le gros de l'armée vers Brünn mais n'arrive sur le champ de bataille que le lendemain de l'affrontement. Entre 1806 et 1812, il partage le commandement des divisions du 3e corps avec les généraux Friant (1re division) et Morand (2e division). Ils étaient surnommés par Napoléon « le brelan ». Cette stabilité du commandement contribue dans une large mesure à l'efficacité et à la réputation du IIIe corps sous l'Empire.

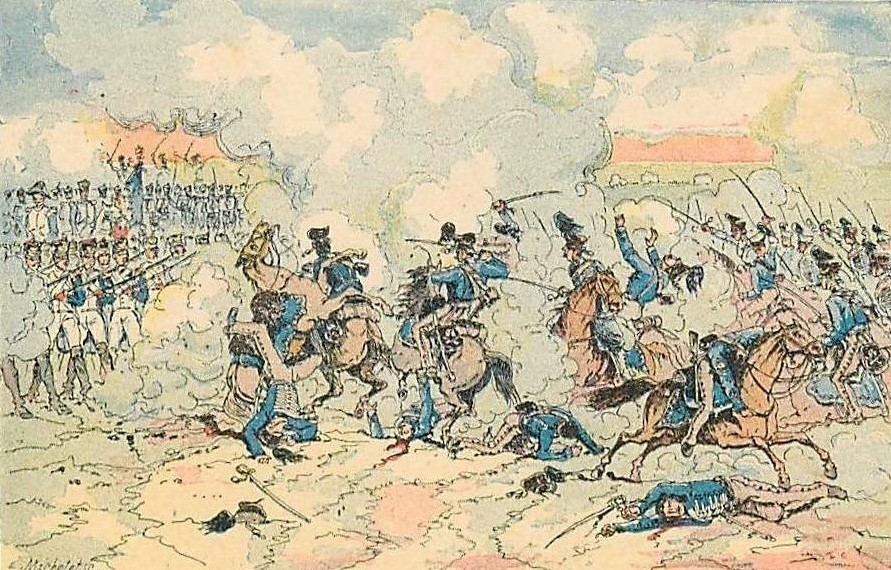
À la bataille d'Auerstaedt, l'infanterie française formée en carrés repousse les charges de la cavalerie prussienne.

Il participe aux campagnes de 1806 et 1807 en Prusse et en Pologne. Il a pour brigadiers les généraux Petit et Gautier, commandant respectivement les 1re et 2e brigades de sa division. Au sein de la Grande Armée, il s'illustre particulièrement à la bataille d'Auerstaedt le 14 octobre 1806. Marchant en tête du IIIe corps de Davout, il s'empare en début de matinée du village d'Hassenhausen et repousse, grâce à ses carrés, une charge de la cavalerie de Blücher. Il défend ensuite sa position contre les troupes prussiennes du général Schmettau. Après plusieurs heures de résistance, et alors que sa position menace d'être tournée, il est secouru par la division Morand qui débouche sur le champ de bataille et participe ensuite à la contre-offensive française contre une armée prussienne en difficulté, emportant le village d'Eckartsberg. Fortement engagée, sa division est celle qui enregistre les plus lourdes pertes au cours de la bataille : 134 officiers et 3 500 hommes hors de combat. Pour l'historien François-Guy Hourtoulle, le rôle de Gudin à Auerstaedt a été « capital ».
En guise de récompense, l'Empereur ordonne que la division Gudin défile en tête de l'armée française entrant dans Berlin. Malgré ces victoires, la campagne se poursuit et Gudin se dirige sur Custrin dont il s'empare le 1er novembre 1806, faisant 4 000 prisonniers. Sa division fait ensuite route avec le reste de l'armée vers la Pologne et arrive à Varsovie à la fin du mois.

#### Campagne de Pologne et deuxième campagne d'Autriche

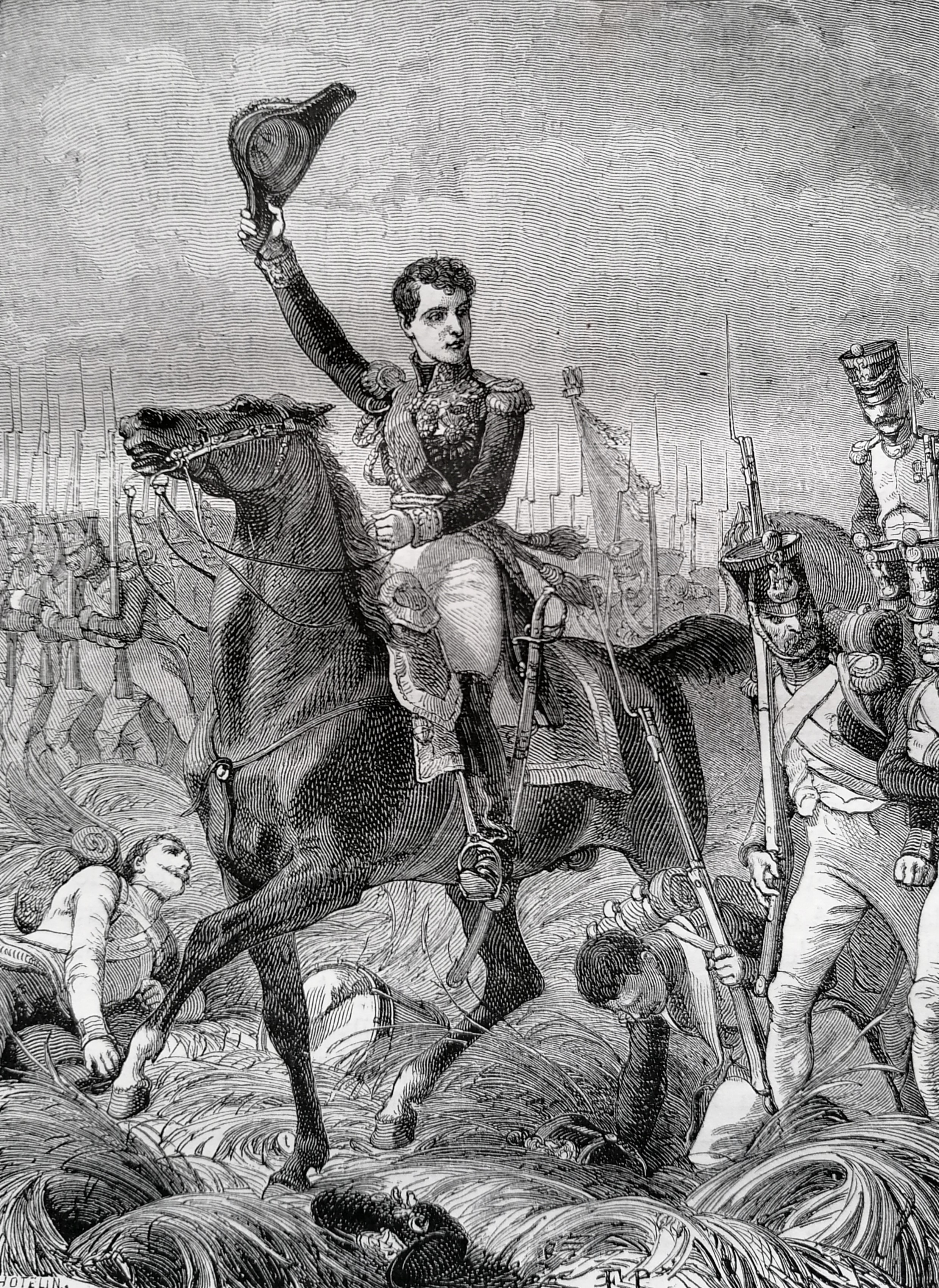
Le général Gudin en campagne, par Henri Félix Emmanuel Philippoteaux.

Quelques jours plus tard, Napoléon déclenche son offensive contre les Russes. Après avoir franchi la Vistule et la Narew, la division Gudin est engagée à la bataille de Pultusk à la fin du mois de décembre mais le général, tombé gravement malade, n'est pas présent et est remplacé à cette occasion par le général Daultanne. Le 8 février 1807, l'Empereur affronte le général russe Bennigsen à la bataille d'Eylau, où le corps de Davout est chargé d'attaquer le flanc gauche russe. La brigade Petit, appartenant à la 3e division, arrive sur le terrain en début d'après-midi et se porte immédiatement en soutien de Morand et de Friant qui livrent aux Russes un combat acharné. Le reste des troupes de Gudin débouche peu après sur le champ de bataille et le général réussit à s'emparer des villages d'Auklappen, Lampasch et Kuttschitten. L'arrivée du corps prussien de L'Estocq l'oblige cependant à évacuer ces deux derniers villages. Alors que le 12e de ligne est en difficulté, Gudin lance une contre-attaque avec les 51e et 108e de ligne, ce qui, conjuguée à la pression des troupes de Friant et de Morand, contraint les Russes à battre en retraite. Le 10 février, les divisions Friant et Gudin reprennent leur progression mais un armistice temporaire met fin aux hostilités. Absent de la bataille de Friedland, Gudin se voit attribuer après la paix le titre de comte d'Empire le 7 juin 1808, avec une dotation de 50 000 francs. Il est également nommé gouverneur du château de Fontainebleau au début de l'année 1809. À la même période, il sollicite un congé de quatre mois pour maladie.
Rappelé à l'armée peu après, sa division et celle de Morand sont temporairement placées sous les ordres du maréchal Lannes et participent à ce titre à la bataille d'Abensberg. Le 22 avril, tandis que Davout fait face à l'archiduc Charles près du village d'Eckmühl, Napoléon, arrivant du sud, engage les divisions Morand et Gudin avec mission de tourner l'aile gauche autrichienne. Après avoir franchi un cours d'eau, la 3e division du IIIe corps repousse une brigade autrichienne et occupe le village de Rogging ; un bataillon du 12e de ligne de la division Gudin contribue également à la prise du village d'Eckmühl. À la suite de cette victoire, qui vaut à Davout son titre de prince, les troupes du IIIe corps se lancent à la poursuite des Autrichiens en retraite sur Ratisbonne et, cette forteresse prise, se rassemblent autour de Vienne. Au 1er juin 1809, la division Gudin est forte de 10 588 hommes répartis en trois brigades sous les ordres des généraux Leclerc des Essarts, Boyer de Rébeval et Duppelin. Le 30 juin, la division du général Gudin enlève une tête de pont autrichienne sise sur plusieurs îles du Danube en avant de Presbourg, infligeant 1 800 pertes à ses adversaires.
Une semaine plus tard a lieu la bataille de Wagram, qui s'étale sur deux jours. Une première attaque menée le 5 juillet au soir contre le village de Markgrafneusiedl par le corps de Davout ayant échoué, ordre est donné par Napoléon de réitérer la tentative pour le lendemain 6 juillet. Ce jour-là, dans la matinée, c'est toutefois le corps autrichien de Rosenberg qui se lance le premier à l'assaut des lignes françaises. Rejetant la division Puthod du village de Grosshofen, les Autrichiens poursuivent leur avancée sur Glinzendorf mais ils sont alors stoppés net par les feux des deux divisions Gudin et Friant soutenues par de la cavalerie. Les assaillants refluent en désordre sur Grosshofen d'où ils sont finalement expulsés, contraignant Rosenberg à se replier sur ses lignes de départ. À 10 h, Davout déclenche à son tour son offensive. Tandis que Morand et Friant contournent la position de Markgrafnieusedl, la division Gudin, conjointement avec celle de Puthod, franchit le ruisseau Russbach et attaque frontalement le village. Malgré la résistance acharnée des troupes autrichiennes, Gudin, qui s'est mis personnellement à la tête du 85e de ligne, s'empare du plateau de Nieusedl aux alentours de midi et fait sa jonction avec le reste du IIIe corps. L'arrivée du corps de Hohenzollern, venu porter secours à Rosenberg, sur la droite de la division Gudin met temporairement le 85e de ligne en difficulté mais les renforts autrichiens sont finalement battus,. Gudin est blessé de quatre coups de feu au cours de l'action. Un mois plus tard, le 14 août, il est fait grand aigle de la Légion d'honneur.

#### Mort au combat en Russie
Les deux années suivantes se passent sans événements notables. En janvier 1810, Gudin est autorisé à prendre un congé pour soigner un abcès à l'oreille. La même année, sa division stationne en Westphalie avant de s'établir à Magdebourg.
Pour la campagne de Russie en 1812, la 3e division de Gudin, intégrée au Ier corps du maréchal Davout, se compose des brigades Leclerc des Essarts (7e léger), Desailly (12e de ligne) et Gérard (21e et 127e de ligne). Au commencement de la campagne, les divisions Morand, Friant et Gudin sont séparées du Ier corps et placées sous les ordres directs de Napoléon. Le 27 juillet, la division Gudin est présente à la bataille de Vitebsk mais son engagement tourne court à la suite de la retraite des Russes. Quelques semaines plus tard, le 17 août, le Ier corps participe activement aux combats pour la possession des faubourgs de Smolensk. La 3e division s'empare du faubourg de Mstislav et y établit une batterie qui, combinée au feu des canons de Morand et de Friant, précipite l'évacuation de la cité par les troupes russes.

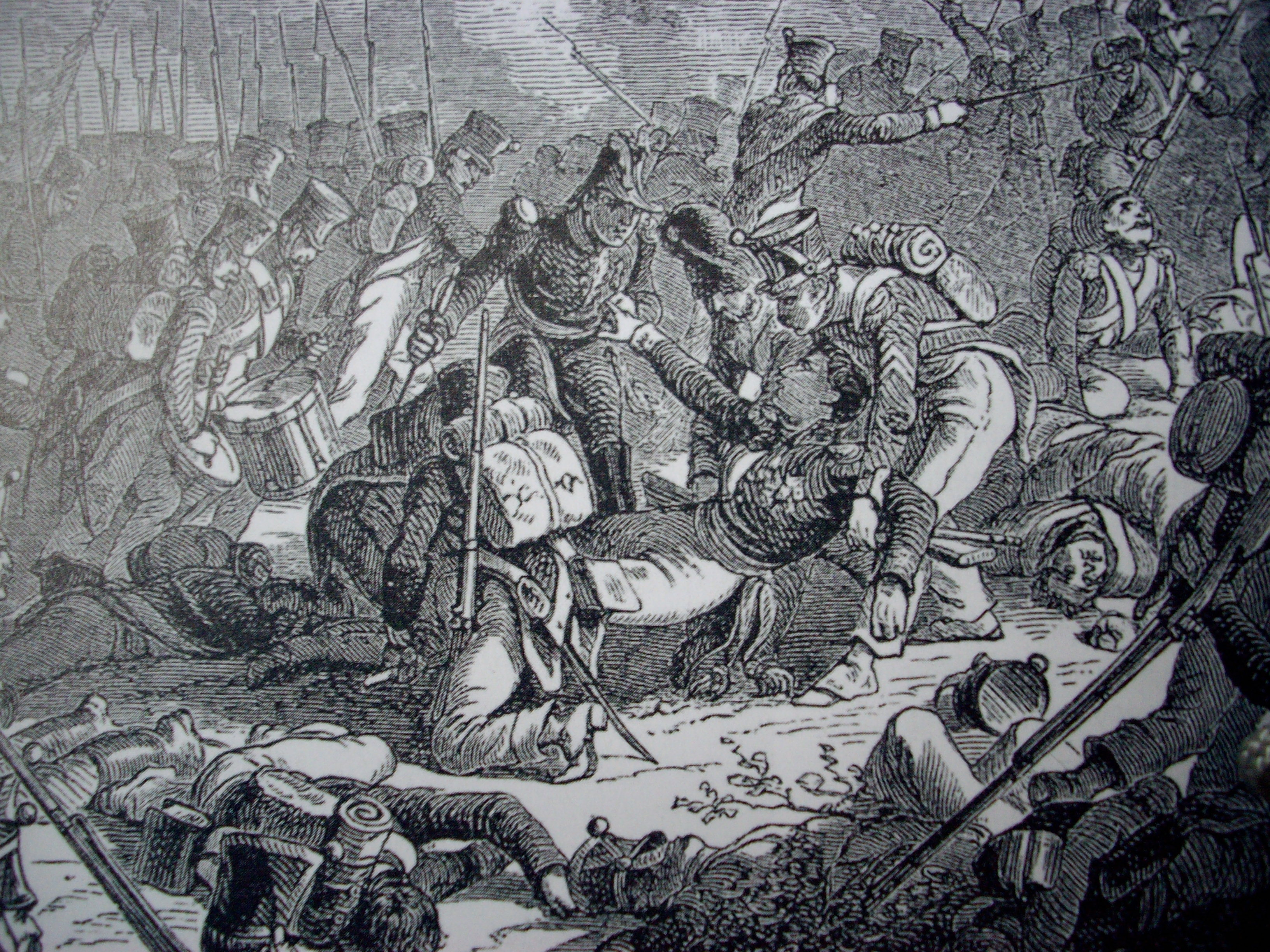
Blessure mortelle du général Gudin à la bataille de Valoutina Gora, par Henri Félix Emmanuel Philippoteaux.

Le 19 août, alors que Gudin visite un monument religieux sur la rive droite du Dniepr en compagnie de l'Empereur, un aide de camp du maréchal Ney les informe que les troupes de ce dernier sont tenues en échec par l'arrière-garde russe, solidement retranchée sur le plateau de Valoutina Gora. Des renforts étant réclamés pour enlever la position, Napoléon ordonne à Gudin de se porter de toute urgence avec sa division sur le théâtre des combats. À son arrivée, le général s'entretient avec Ney et lui conseille d'attendre la fin de la manœuvre d'enveloppement conduite par Junot pour lancer une nouvelle attaque. Ses observations sont mal accueillies et un vif dialogue s'engage entre les deux hommes, que Gudin conclut par cette réplique : « vous allez voir comment ma division sait enlever une position qu'elle a mission d'attaquer ». Au moment où la 3e division vient de culbuter le centre de la colonne russe et est sur le point de s'emparer de la position ennemie, il est frappé d'un boulet de canon qui lui emporte une jambe et blesse grièvement l'autre. Il meurt à Smolensk le 22 août 1812, des suites des blessures reçues à la bataille de Valoutina, après avoir reçu la visite de l'Empereur à son chevet.
Napoléon accorde à sa veuve une pension de 12 000 francs ainsi qu'une dotation de 4 000 francs  pour chacun de ses enfants avec le titre de baron. Il lui consacre également une oraison funèbre dans son 14e bulletin, daté du 23 août : « le général Gudin était un des officiers les plus distingués de l'armée ; il était recommandable par ses qualités morales autant que par sa bravoure et son intrépidité ». Gudin était l'ami du maréchal Davout, qui a pleuré à l'annonce de son décès, et était personnellement connu et estimé de Napoléon.
Sa dépouille a été retrouvée en 2019 à Smolensk. Elle a été rapatriée et inhumée dans la nécropole des Invalides le 2 décembre 2021.

### Postérité
« Homme de guerre, bon citoyen, bon père, bon époux, général intrépide, juste et doux, et à la fois, probe et habile ; rare assemblage, dans un siècle où trop souvent les hommes de bonnes mœurs sont inhabiles et les habiles sans mœurs. »

— Éloge du général Gudin par le général Philippe-Paul de Ségur .

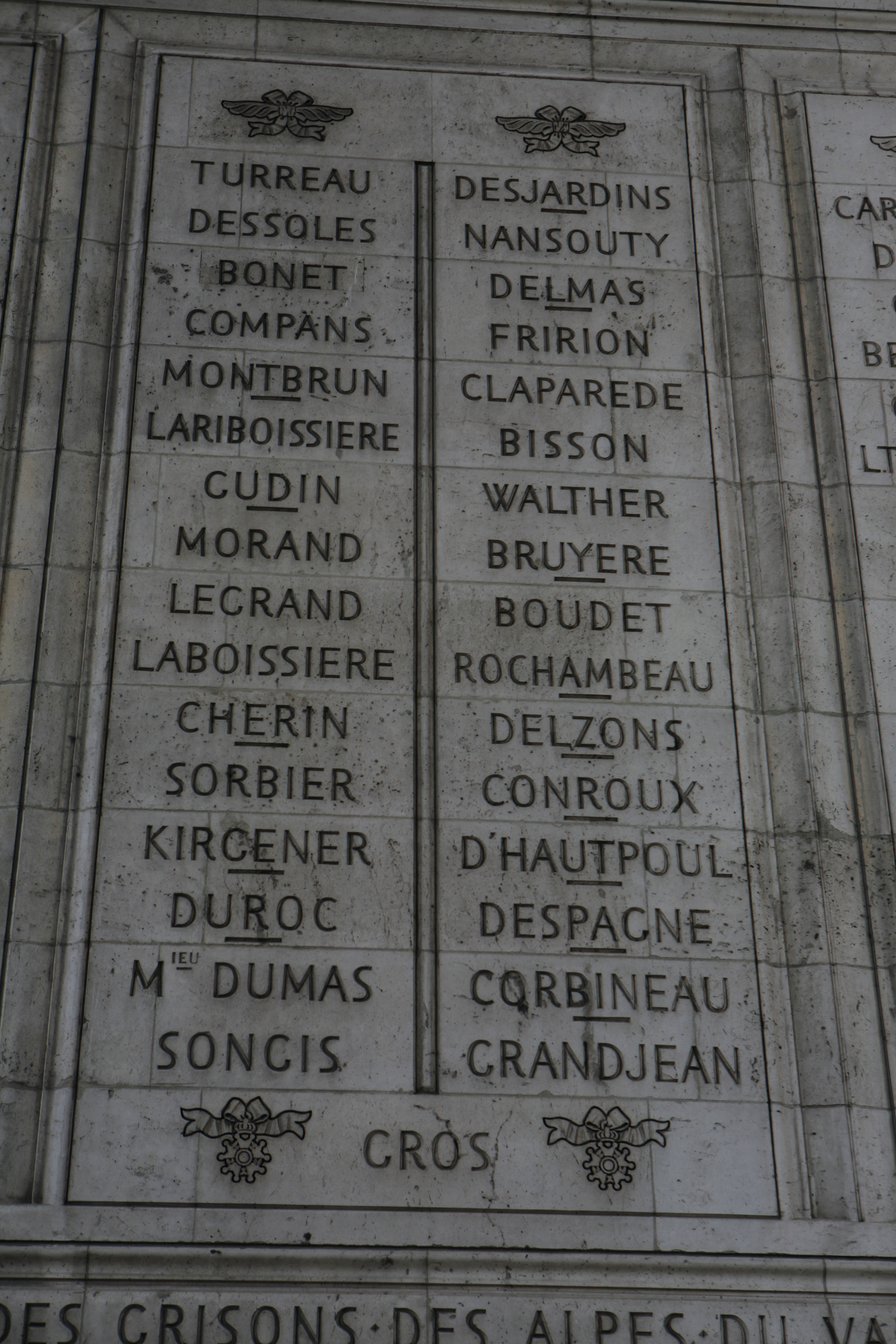
Nom de Gudin à l'Arc de Triomphe

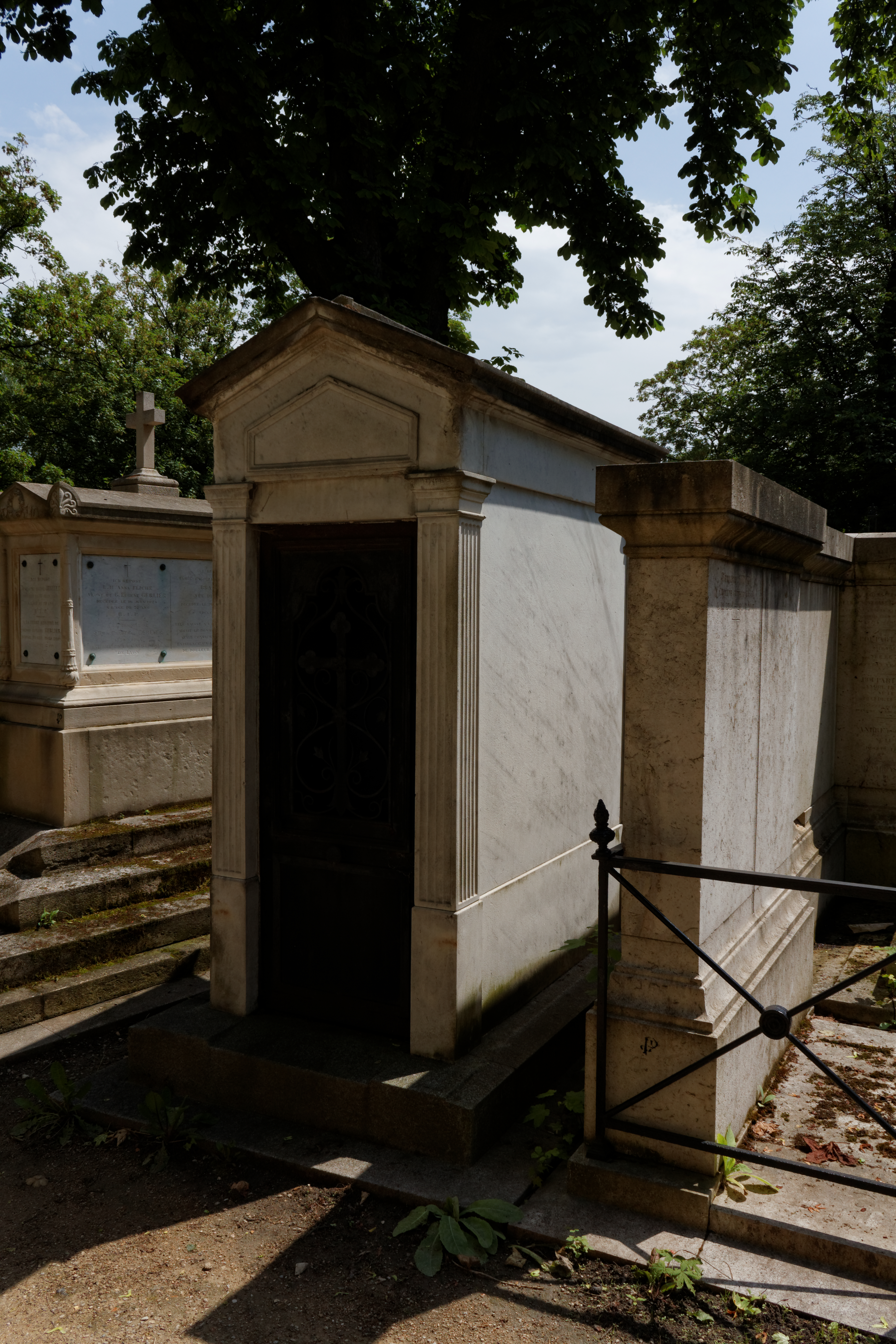
Tombeau de la famille Gudin au cimetière du Père-Lachaise.

Les historiens François Houdecek, Frédéric Lemaire et Michel Roucaud écrivent à son propos qu'il est « considéré par ses pairs comme un général vigoureux qui brille dans les actions offensives, mais qui maîtrise également parfaitement la défense », citant en exemple sa campagne en Suisse de 1799 et son action à la bataille d'Auerstaedt en 1806. Selon le général Georges Mouton, Gudin figure parmi les « six meilleurs officiers d'infanterie de l'armée ». Après sa mort, la seule indication dont on disposait était que son corps était enterré dans la citadelle de Smolensk. Son cœur, prélevé sur le cadavre, repose quant à lui dans une chapelle au cimetière du Père Lachaise (40e division) à Paris.

### Découverte de son corps en 2019
Le 10 juillet 2019, lors de fouilles pratiquées par Pierre Malinowski, un squelette est retrouvé enfoui dans un jardin public de Smolensk. Les traces de coups visibles sur les ossements correspondent aux blessures reçues par le général. À la demande de l'un de ses descendants, Albéric d'Orléans, des analyses d'ADN sont alors effectuées,,.
La comparaison est faite entre l'ADN du corps trouvé à Smolensk et celui recueilli à partir des prélèvements en France sur les restes de son frère, Pierre César Gudin, ainsi que de leur mère. Le 4 novembre suivant, les résultats démontrent que le squelette est bien celui du général Gudin. 

### Retour et inhumation en France
Le retour des restes du général Gudin est envisagé avec une cérémonie aux Invalides,. L'Élysée refuse un temps d'organiser un hommage national avant de confirmer le 9 juillet 2021 qu'il aurait bien lieu,. Le 13 juillet, Geneviève Darrieussecq, ministre déléguée auprès de la ministre des Armées, accueille la dépouille venue de Russie. Il est alors envisagé que la dépouille soit ensuite inhumée dans le caveau familial, à Saint-Maurice-sur-Aveyron, village à côté de Montargis dans le Loiret,, mais, finalement, le général Gudin est inhumé aux Invalides le 2 décembre 2021, une date symbolique.

### Vie privée
Charles Étienne Gudin a épousé Marie Jeannette Caroline Christine Creutzer (1778-1866), sœur du général de brigade Charles Auguste Creutzer. De ce mariage naissent cinq enfants dont Charles Gabriel César Gudin (1798-1874), général du Second Empire. Il est par ailleurs le frère de Pierre César Gudin des Bardelières, également général d'Empire.

## Hommages et distinctions
- Grand Aigle de la Légion d'honneur
- Commandeur de l'ordre de Saint-Henri de Saxe

Le nom du général Gudin est inscrit sur l'arc de triomphe de l'Étoile, côté est, (16e colonne, GUDIN). Son buste, sculpté par Louis-Denis Caillouette, se trouve dans la galerie des Batailles du château de Versailles. Buste et portrait existent également au musée Girodet de Montargis.
Dans cette même ville, l'ancienne caserne de l'école des gendarmes adjoints se nomme caserne Gudin, cette caserne étant anciennement l'école d'application des transmissions, avant la loi « Armée 2000 ».
La rue Gudin, située dans le 16e arrondissement de Paris, porte son nom. Une plaque en son honneur est apposée au 7 de la rue du Général-Gudin à Montargis, sur la maison où il est né.

## Armoiries
| Figure | Blasonnement |
|        | Armes du baron Gudin et de l'Empire D'argent au coq au naturel soutenu d'un croissant d'azur et accompagné en pointe d'un dextrochère de même mouvant du franc senestre; en chef trois étoiles de gueules et un franc-quartier des comtes militaires. |

## Galerie

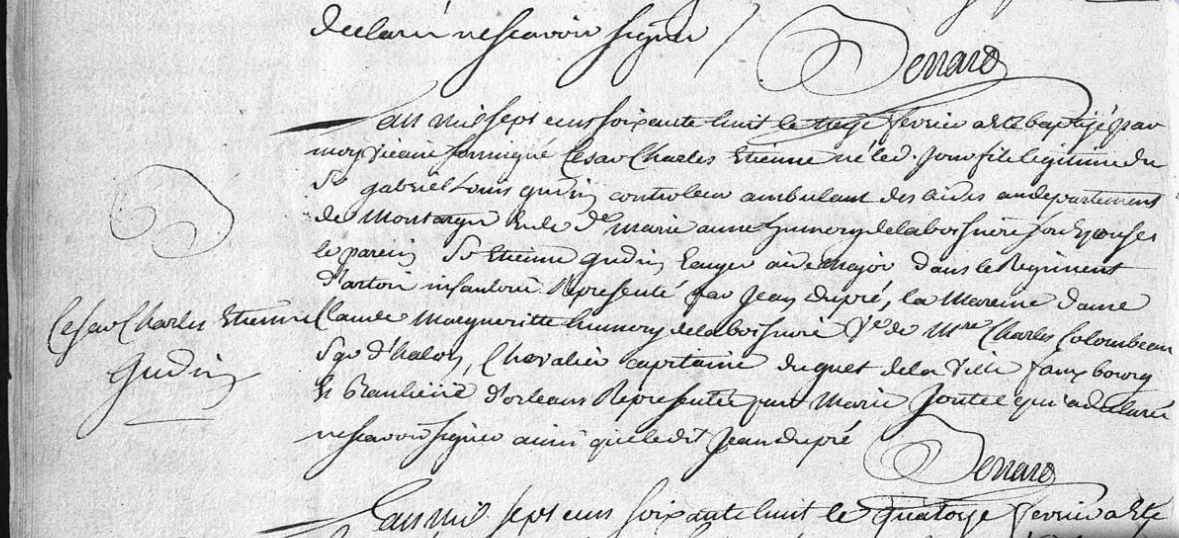
Acte de baptême de Charles Étienne Gudin issu du registre paroissial de l'église Sainte-Madeleine à Montargis (France).
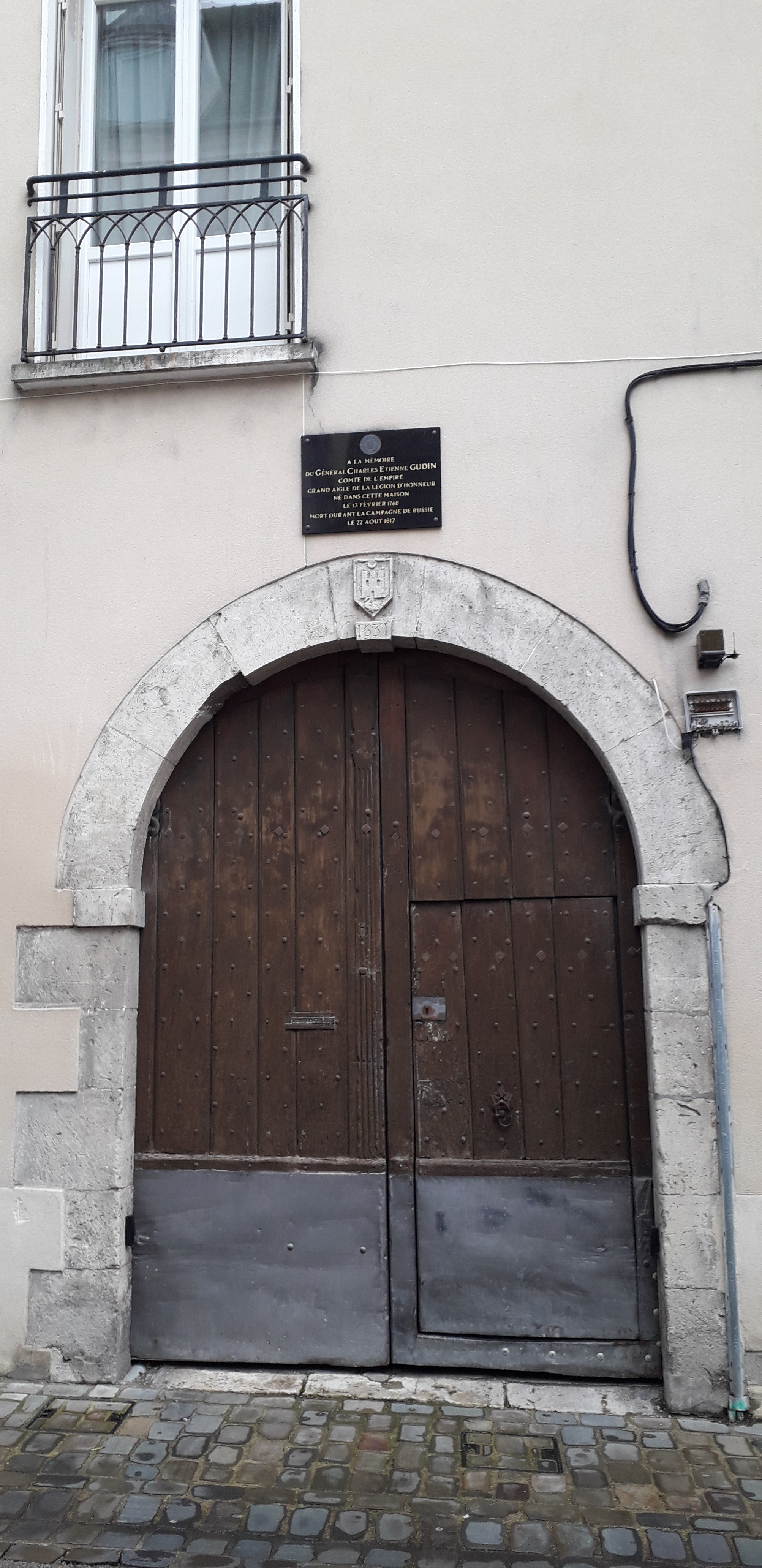
Maison natale du général Gudin à Montargis.
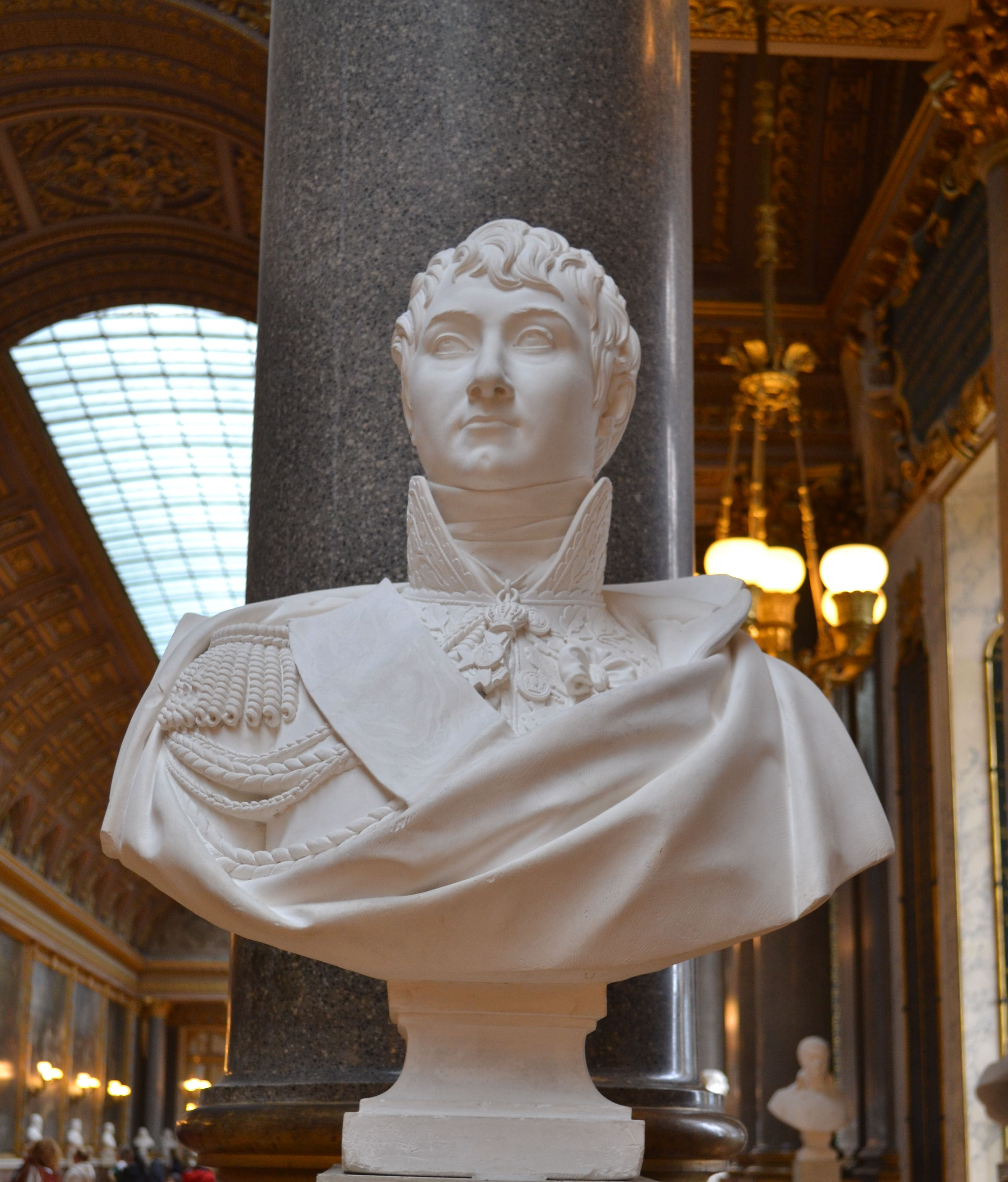
Buste de Charles Étienne Gudin de la Sablonnière. Galerie des Batailles, château de Versailles.
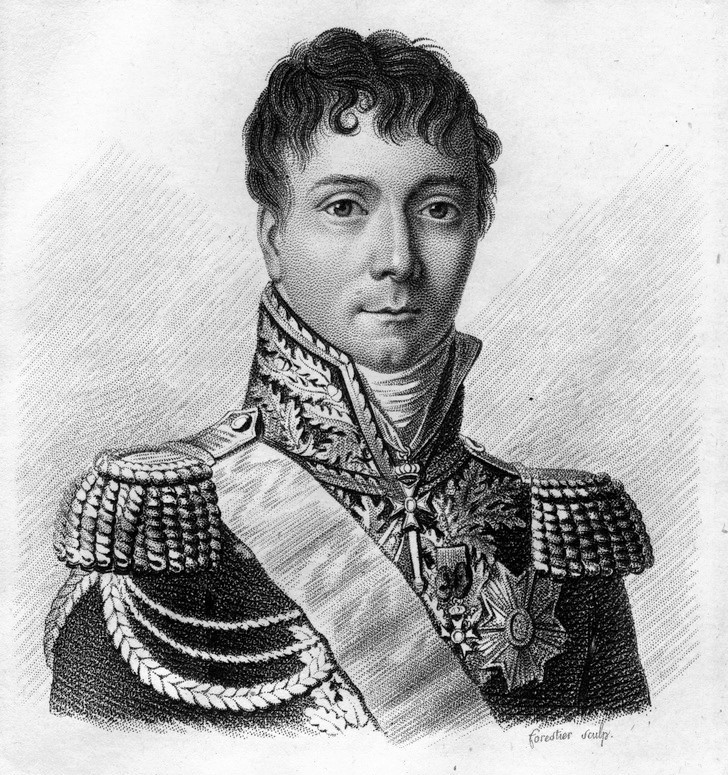
Portrait du général Gudin.